# Zelotaea suffusca
Espèce
Zelotaea suffusca est une espèce d'insectes lépidoptères appartenant à la famille  des Riodinidae et au genre Zelotaea.

## Taxonomie
Zelotaea suffusca a été décrit par Jean-Yves Gallard et Christian Brévignon en 1993.

## Écologie et distribution
Zelotaea suffusca n'est présent qu'en Guyane.

### Protection
Pas de statut de protection particulier.